# Greenwood Cemetery
Le cimetière de Greenwood est un cimetière situé dans le centre-ville de Jackson, Mississippi. Encore en usage, il est créé par une subvention foncière fédérale le 21 novembre 1821. Il est à l'origine connu simplement comme « le cimetière » et plus tard en tant que « cimetière de la ville » avant que l'adoption du nom actuel en 1899. C'est le lieu de sépulture de généraux confédérés, d'anciens gouverneurs du Mississippi, de maires de Jackson, ainsi que d'autres personnages célèbres, dont le plus récent qui est l'auteur Eudora Welty. Les tombes de plus de 100 soldats « inconnus » confédérés y sont également situées. Le cimetière de  Greenwood est inscrit sur le Registre national des lieux historiques et des monuments historiques du Mississippi en 1984.
Le cimetière de type « parc paysager » contient la plus grande collection de rosiers non greffés de variétés anciennes et modernes du pays, plusieurs centaines d'arbustes représentant plus de 40 variétés ainsi que de nombreux bulbes rustiques et autres arbustes à fleurs et des arbres.

## Tombes notables

### Généraux confédérés
- Daniel Weisiger Adams
- William Wirt Adams
- William Barksdale
- Samuel Wragg Ferguson
- Richard Griffith
- James Argyle Smith

### Gouverneurs du Mississippi
- George Poindexter
- Abram Marshall Scott
- Charles Lynch
- Alexander Gallatin McNutt
- Albert Gallatin Brun
- John Isaac Guion
- William Lewis Sharkey

### Autres
- Edmund Richardson
- Erasmus R. Burt
- James D. Lynch
- Eudora Welty
- Perry Cohea